# 中国储蓄银行
中国储蓄银行，是中华民国大陆时期上海的一家储蓄银行，1923年成立于上海，1934年因办理有奖储蓄业务被勒令停办。资本金50万元，实收1/4，在有奖储蓄业务外兼理商业银行业务。章程效仿万国储蓄会之有奖储蓄会章。原行址在上海河南路泗泾路路口。